# Launeddas

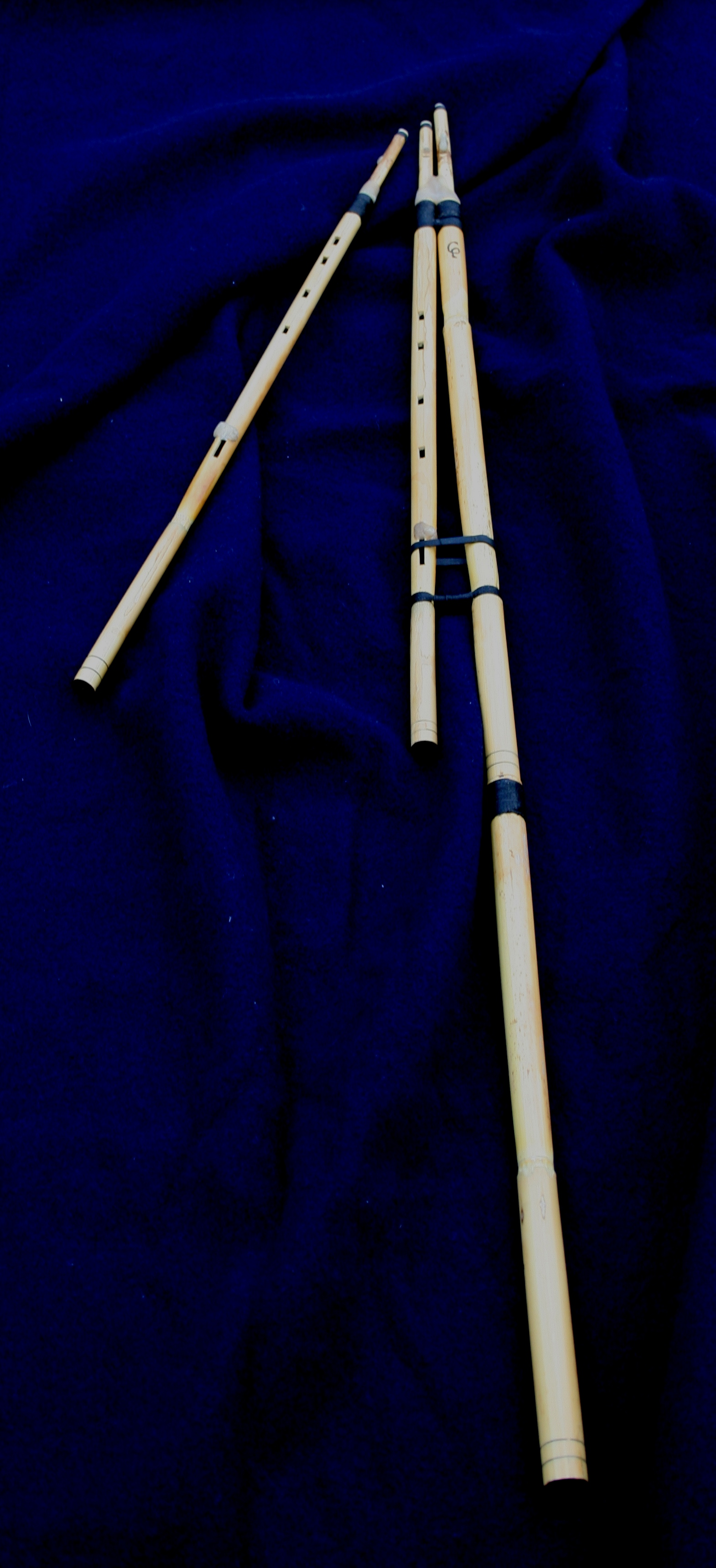
Launeddas - Fiorassiu: tonalità in Si♭

Le launeddas sono uno strumento musicale a fiato policalamo ad ancia battente, originario della Sardegna. È uno strumento di origini antichissime in grado di produrre polifonia, è suonato con la tecnica della respirazione circolare ed è costruito utilizzando diversi tipi di canne.

## Lo strumento
Lo strumento è formato da tre canne, di diverse misure e spessore, con in cima la cabitzina dove è ricavata l'ancia. 
- Il basso (basciu o tumbu) è la canna più lunga e fornisce una sola nota:  quella della tonica su cui è intonato l'intero strumento (nota di "pedale" o "bordone"), ed è privo di fori.
- La seconda canna (mancosa manna) ha la funzione di produrre le note dell'accompagnamento e viene legata con spago impeciato al basso (formando la croba).
- La terza canna (mancosedda) è libera, ovvero non è legata alle altre due, ed ha la funzione di produrre le note della melodia.

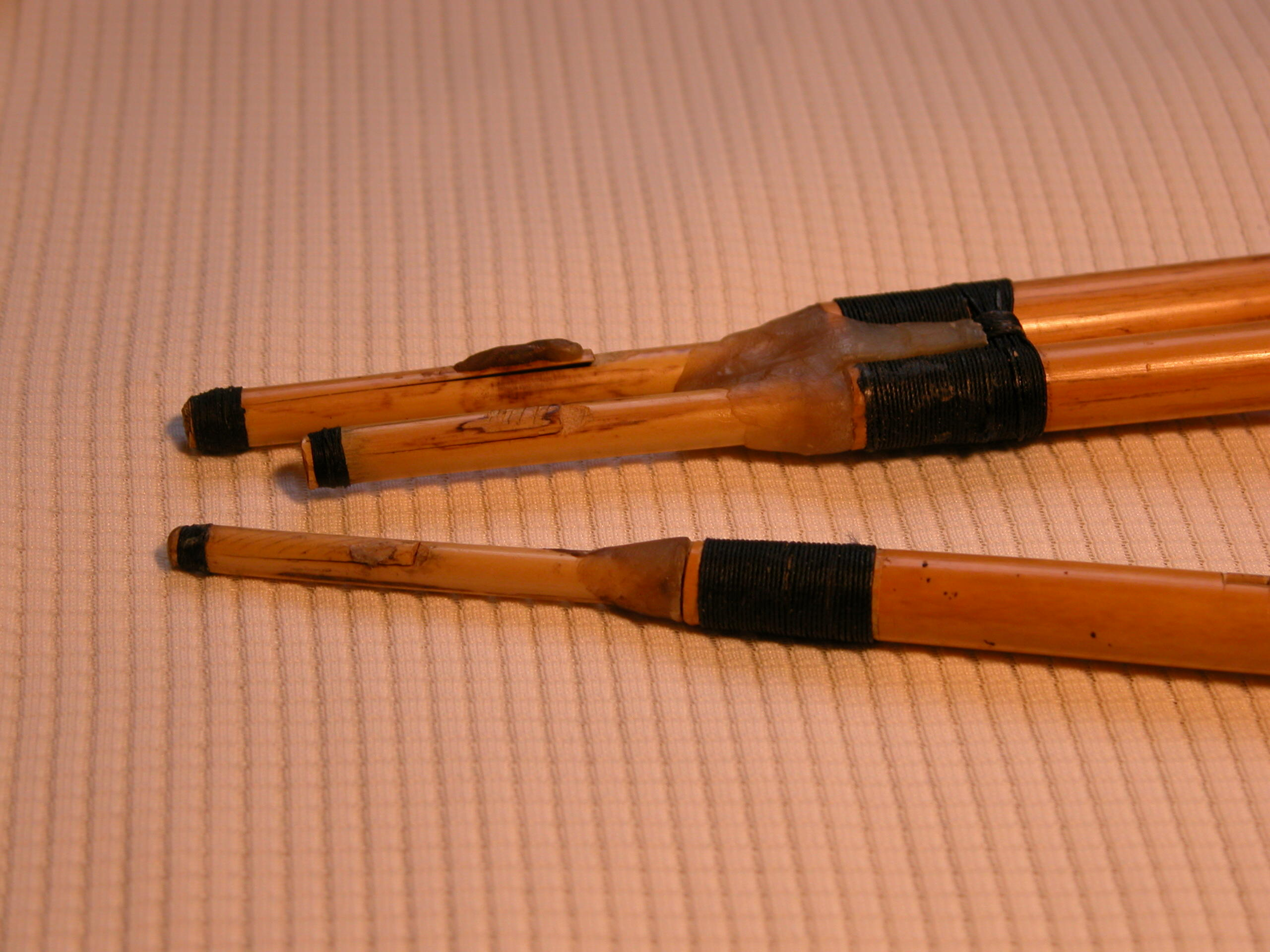
Le ance

Sulla mancosa e sulla mancosedda vengono intagliati a distanze prestabilite quattro fori rettangolari per la diteggiatura delle note musicali. Un quinto foro (arreffinu) è praticato nella parte terminale delle canne (opposta all'ancia).
Le ance, realizzate sempre in canna, sono semplici, battenti ed escisse in unico taglio sino al nodo.
L'accordatura viene effettuata appesantendo o alleggerendo le ance con l'ausilio di cera d'api.
Per la costruzione delle Launeddas non si usa la canna palustre phragmites australis, bensì la canna di fiume arundo donax, o canna comune, e la arundo pliniana, detta canna mascu o cann'e Seddori, un tipo particolare di canna che cresce principalmente nel territorio compreso fra Samatzai, Sanluri e Barumini.
La canna comune viene utilizzata per la costruzione de su tumbu e delle ance, mentre la cann'e Seddori viene utilizzata per la costruzione della mancosa e della mancosedda.
Rispetto alla canna comune infatti presenta una distanza internodale molto maggiore, che può arrivare a diverse decine di centimetri, ed uno spessore notevole, che la rende più robusta e conferisce allo strumento un timbro particolare.

## Varietà

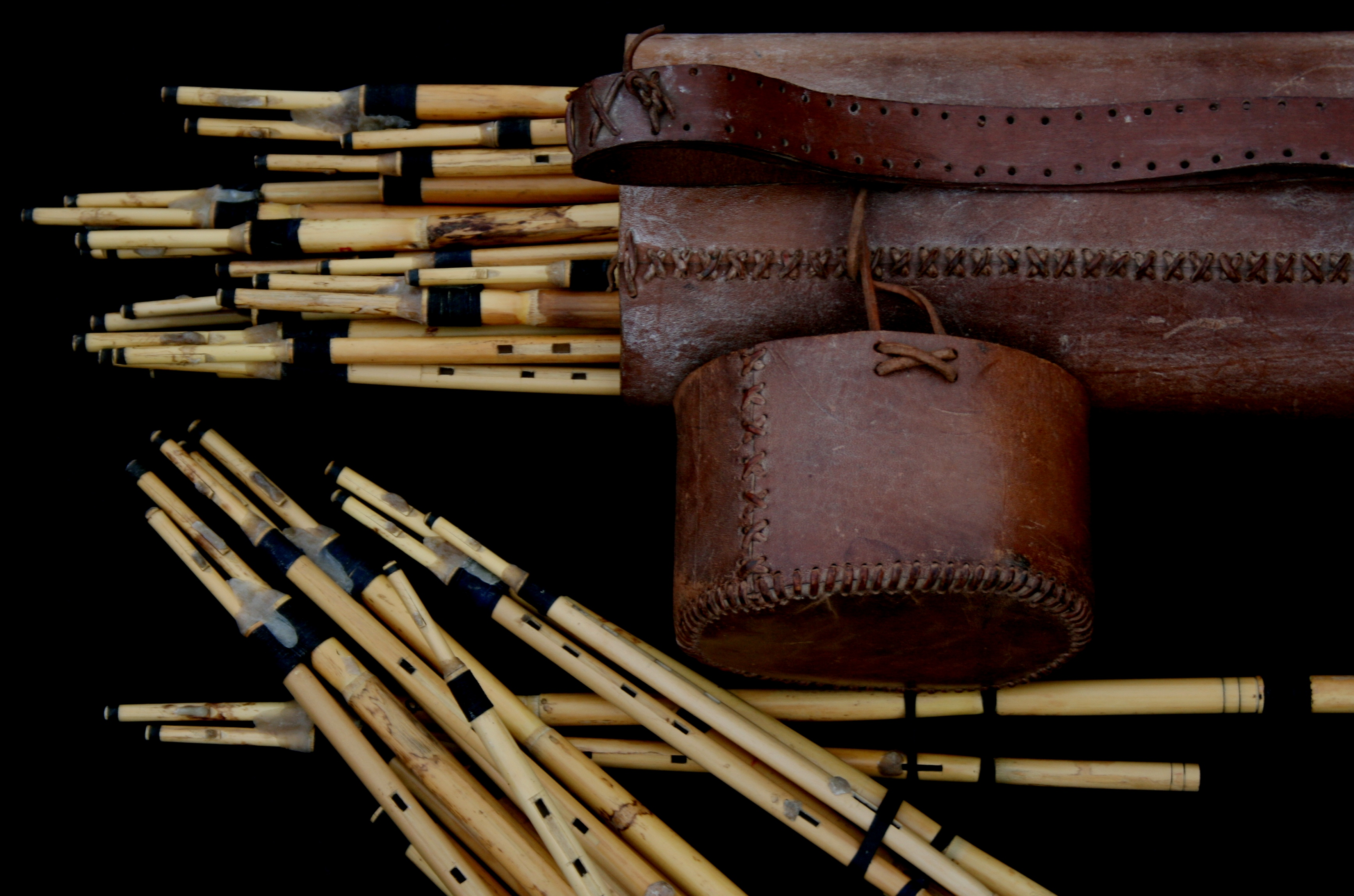
Launeddas e straccasciu

Esistono diversi tipi di launeddas tra cui i principali sono:
- punt'e organu
- fiorassiu
- mediana

Dai tipi principali, attraverso opportuni accoppiamenti tra crobas e mancoseddas, si ottengono sottotipi:
- mediana a pipìa
- mediana (o mediana sciuta)
- fiuda
- simponia
- ispinellu a pipia
- ispiellu
- fiudedda (fiuda bagadia)
- frassetu (o contrappuntu)
- su para e sa mongia(*)
- moriscu(*)

(*) caduti in disuso
La mancosedda della mediana ha la particolarità di avere cinque fori per la diteggiatura, di cui il primo o l'ultimo sono otturati con cera per ottenere rispettivamente la mediana propriamente detta (o mediana sciuta) e la mediana a pipìa. Lo stesso accorgimento è utilizzato nello spinellu. Tutti gli strumenti possono essere costruiti in varie tonalità.

## Origini
Uno strumento simile caratterizza Pan, il dio pastore del mondo greco. Strumenti congeneri, suonati con tecniche simili, sono presenti nell'Africa Settentrionale ed in Medio Oriente. 

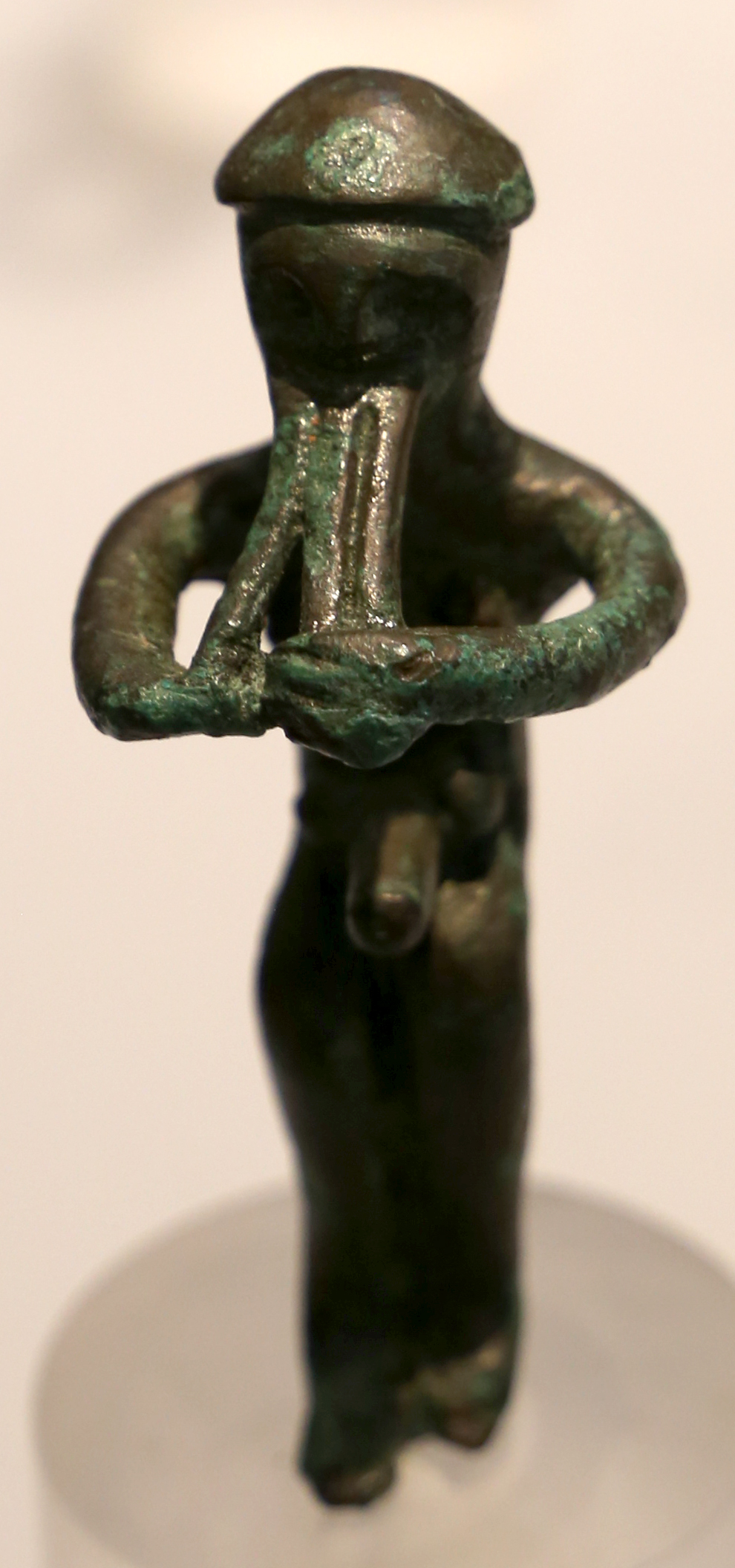
Bronzetto nuragico

L'uso delle launeddas è attestato in un arco temporale che va dalla preistoria, come si evince dal celebre bronzetto itifallico (nuragico), ritrovato ad Ittiri,  rappresentante presumibilmente un suonatore di launeddas e, attraverso varie vicissitudini e con le modificazioni dovute al riuso, sino ai nostri giorni.

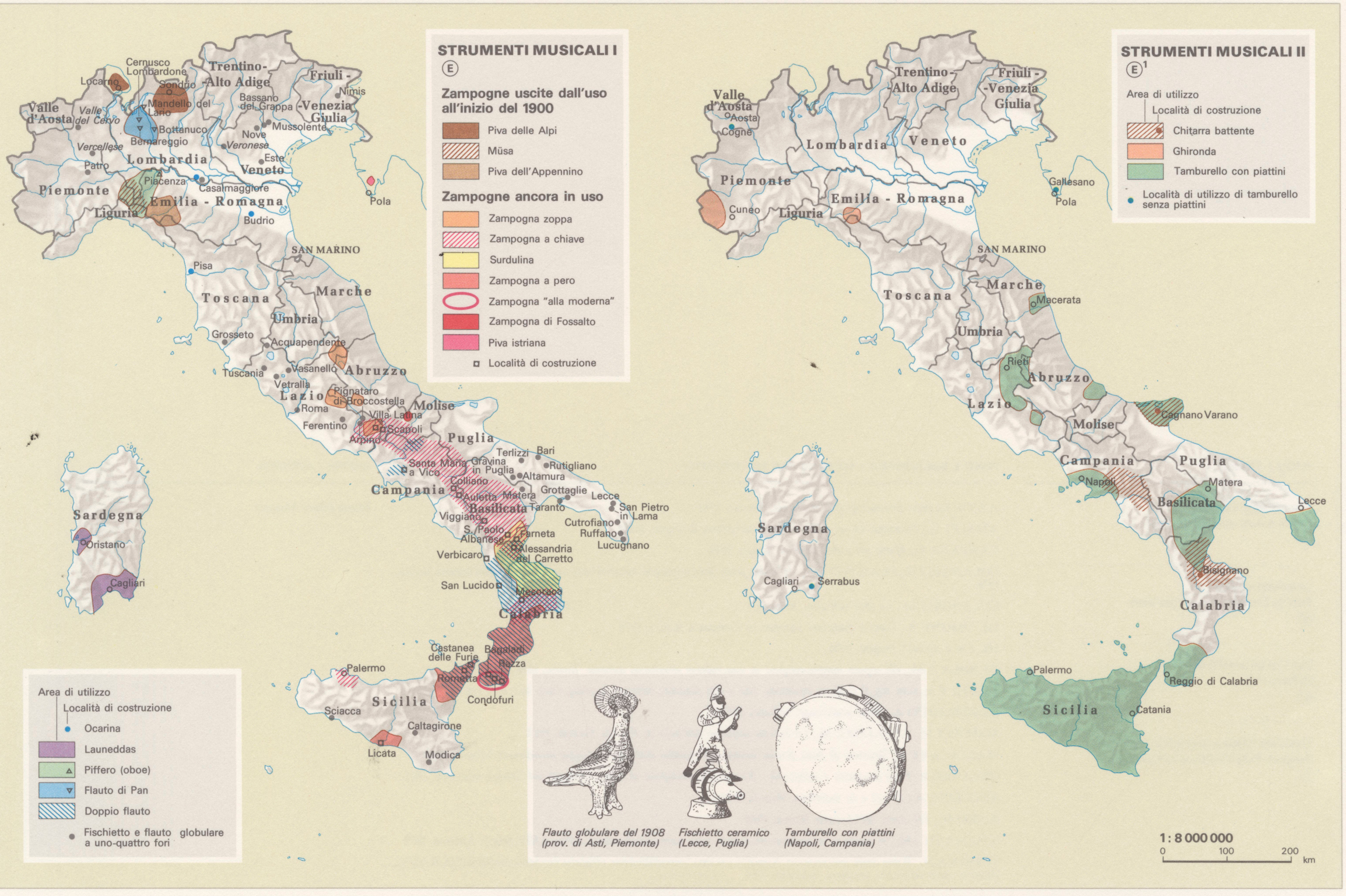
Mappa degli strumenti musicali tradizionali in Italia

Le occasioni d'utilizzo, laiche o religiose, contemplavano l'esecuzione di brani originali; è credibile l'uso in rituali magico-rituali, come nel caso dei riti della malmignatta (argia), analoghi alle tarantolate dell'Italia meridionale o altri riti consimili e, per trasposizione sincretica, all'attuale uso religioso.
Il ballo sardo, che vanta una maggiore sopravvivenza e ricchezza di nodas o pichiadas (frasi musicali), pur rivelando una sua specificità, deve essere necessariamente ricondotto ai balli orgiastico-cultuali in cerchio attorno agli officianti o al fuoco dei riti primitivi e questo è dimostrato dal fatto che, in epoca storica, l'occasione di ballo era indissolubilmente legata al ciclo dell'annata agraria, svolta nei sagrati delle chiese o d'antichi siti sacri.
Sino agli inizi degli anni sessanta, il suonatore (o più di uno) si poneva al centro di un cerchio di ballerini (su ballu tundu), che tenendosi per mano ruotavano lentamente attorno allo stesso, andando avanti e indietro al ritmo della musica, secondo uno schema ossessivo ed ipnotico che prevedeva diversi tipi di passo e di movenze codificati, sincronizzati con i diversi momenti della sonata che normalmente durava 20-30 minuti, ma che poteva protrarsi anche per più di un'ora.
Altri usi attestati dello strumento sono l'accompagnamento al canto (mutettus, goccius, cantzonis a curba, etc.), l'accompagnamento de is obreris, l'accompagnamento nei cortei delle sagre, dei matrimoni e di tutte quelle attività che prevedevano partecipazione popolare alla vita sociale.
La diffusione e la coincidenza della scala modale dello strumento con tutta la musica sarda suggerisce la sua diffusione, in passato, in tutta la Sardegna; ad oggi, lo strumento sopravvive soprattutto nel Sarrabus, a Cabras, in Ogliastra, nella Trexenta e infine a Ovodda per via di un unico suonatore, l'ultimo rimasto in Barbagia.

## Suonatori

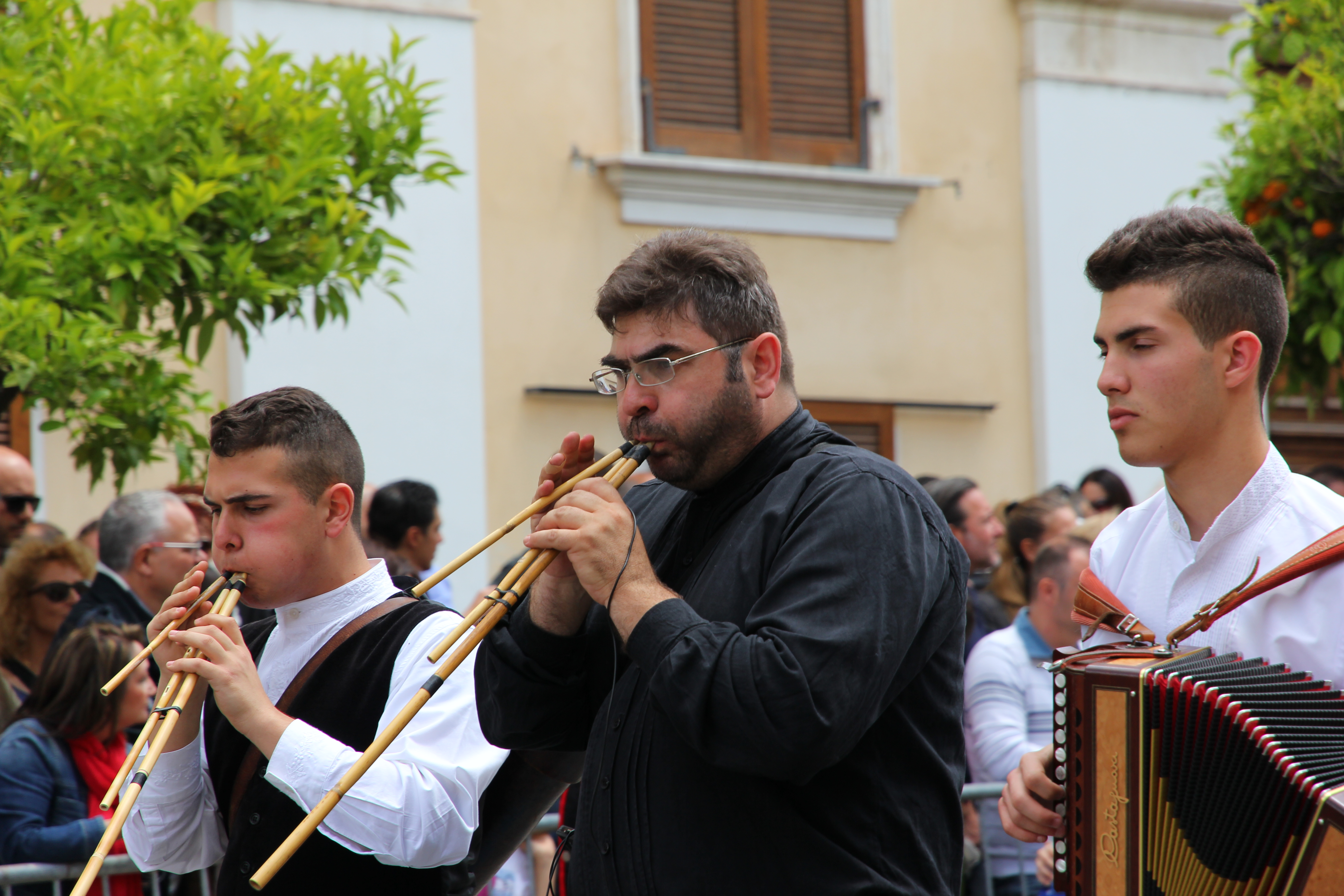
Suonatori di launeddas alla Cavalcata sarda

- Raffaele Marras, Sestu (CA) 1860 - 1933
- Francesco Vacca, Cagliari 1865 - 1953
- Salvatore Lecis, Sanluri (CA) 1870 - 1939
- Adamo Billai, Uta (CA) 1873 - 1966
- Giuseppino Cocco, Guasila (CA) 1872 - 1954
- Tomaso Martis, Ussana (CA) 1872 - 1953
- Emanuele Marceddu, Pirri (CA) 1874 - 1924
- Beniamino Palmas, Sinnai (CA) 1874 - Pirri (CA) 1961
- Giovanni "Giuanniccu" Pireddu, Sinnai (CA) 1874 - 1947
- Luigi Farris, Soleminis (CA) 1875 - 1965
- Francesco "Cicciu" Trudu, Samassi (CA) 1882 - 1962
- Luigi Serra, Musei (CA) 1885 - 1975
- Salvatore "Boiccu" Cogoni, Quartu S.E.(CA) 1888 - Villaspeciosa (CA) 1975
- Efisio Cadoni, Ussana (CA) 1891 - Pirri (CA) 1968
- Francesco Martis, Ussana (CA) 1908 - 1984
- Pasquale Erriu, San Nicolò Gerrei (CA) 1912 - Cagliari 1982

### Scuola del Sarrabus
- Agostino Vacca, Villaputzu (CA) 1847 - 1896
- Giovanni "Giuanniccu" Cabras, Villaputzu (CA) 1872 - Decimomannu (CA) 1942
- Gioacchino Seu, Villaputzu (CA) 1873 - Cagliari 1957
- Antonio Lara, Villaputzu (CA) 1886 - 1979
- Emanuele Lara, Villaputzu (CA) 1888 - 1941
- Efisio Melis, Villaputzu (CA) 1890 - Cagliari 1970
- Peppino Cabras, Villaputzu (CA) 1898 - Villasor (CA) 1965
- Felicino Pili, Villaputzu (CA) 1910 - Oristano 1982
- Aurelio Porcu, Villaputzu (CA) 1914 - 2007
- Armando Mura Muravera (CA) 1928 - 1983
- Ennio Meloni, Muravera (CA) 1935 - 2010
- Mario Cancedda, Villaputzu (CA)
- Pietrino Murtas, Muravera (CA)
- Benigno Sestu, San Vito
- Luigi Lai, San Vito
- Benigno Lai, San Vito 1926 - 2023
- Franco Melis, Tuili
- Giancarlo Seu,Villaputzu(SU)1980
- Andrea Pisu, Villaputzu

altri suonatori furono Antioco Cabras padre di Giovanni"Giuaniccu" Cabras, Giuseppe Lara padra di Antonio ed Emanuele Lara e Cesarino Cinus.suonatori super quotati

### Scuola del Sinis (Oristano)
- Su Brichi, Cabras (OR) 1850 - 1918
- Daniele Casu (Paui), Cabras (OR), 1928 - 2000
- Giovanni Casu (Paui), Cabras (OR), 1933
- Francesco Castangia "Su Cau", Cabras (OR) 1933 - 1992
- Giovanni Lai, Cabras (OR) 1937 - 1973
- Vincenzo Bellu (su buffu),Riola Sardo (OR) 1925-2008
- Stefano Pinna, Cabras (OR) 1972.
- Luca Loria, Nurachi (OR) 1967.

### Scuola della Trexenta
- Giuseppe Figus, Ussana (CA) 1814 - Monastir (CA) 1868
- Giuseppe "Peppi" Sanna, Samassi (CA) 1846 - Samatzai (CA) 1922
- Francesco "Francischeddu" Sanna, Samatzai (CA) 1868 - 1935
- Enrichetto Sanna, Samatzai (CA) 1888 - 1972
- Dionigi Burranca, Samatzai (CA) 1913 - Ortacesus (CA) 1995

### La Scuola di Ovodda
- Peppe Cuga, Ovodda (NU), 1946)

## La scuola del Sarrabus

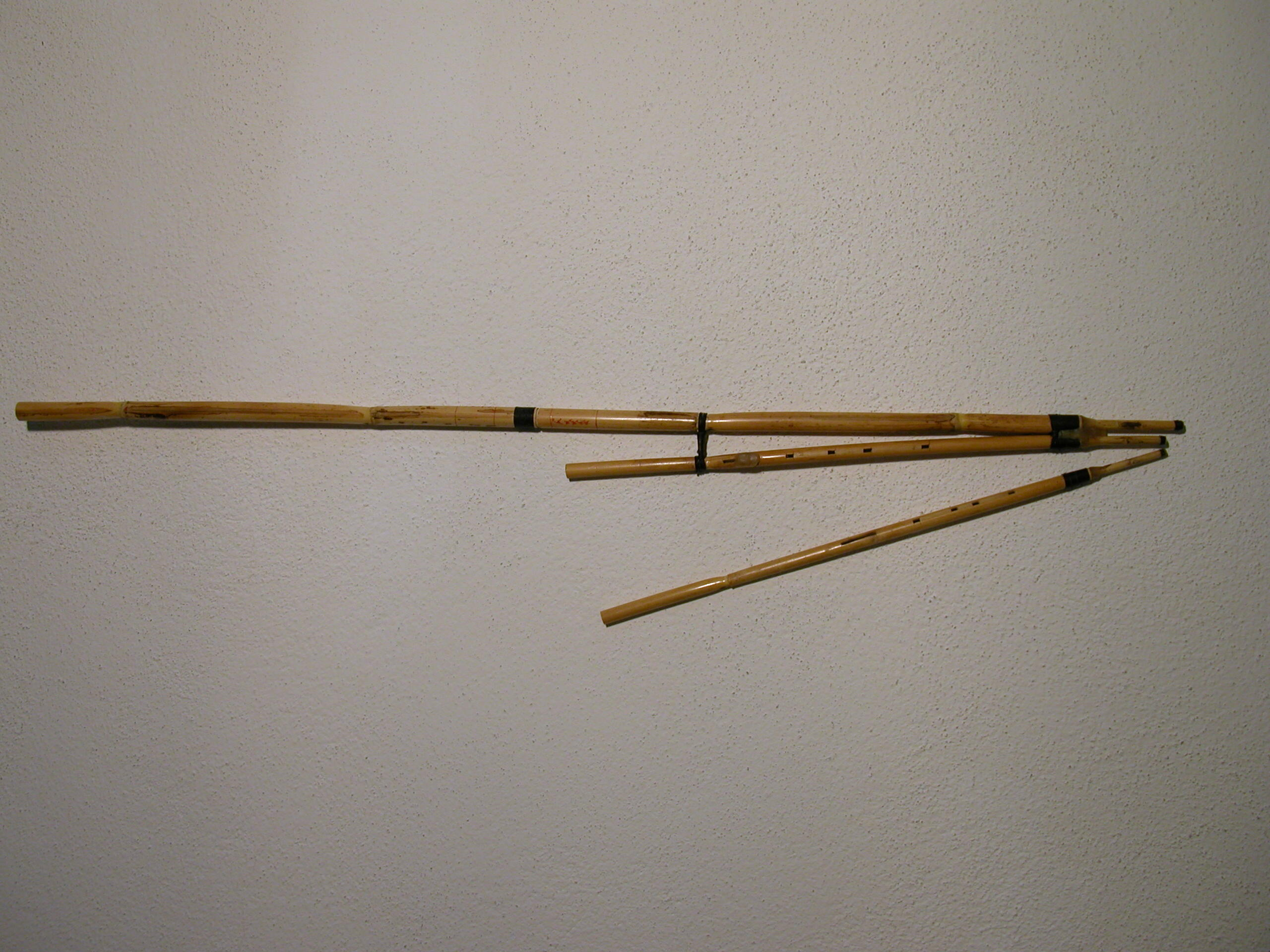
Launeddas - Punt'e organu: tonalità in Fa

Il Sarrabus, e soprattutto Villaputzu, vantava e vanta ancora, una scuola che disponeva dei più raffinati maestri, custodi del ricco repertorio delle varie suonate, delle tecniche costruttive e del vasto patrimonio letterario orale concernente lo strumento.
Il semi-professionismo sopravvissuto nel Sarrabus, retaggio di periodi storici precedenti, quando i suonatori erano ancora al centro della vita sociale, ha reso possibile la conservazione e la trasmissione, da maestro ad allievo, di buona parte di questo prezioso patrimonio.

## La Scuola del Sinis
Tra le cosiddette scuole di launeddas, una posizione speciale occupa quella del Sinis, che ha il suo epicentro nel paese di Cabras. Lo stile e il repertorio cabrarese vennero osservati e analizzati, sin dagli anni Cinquanta, dall'etnomusicologo Andreas Fridolin Weis Bentzon. Bentzon nei suoi studi ebbe modo di evidenziare l'arcaicità del repertorio di Cabras e, in particolare, in quello del ballo detto passu ‘e duus. Altre sonate tipiche tradizionali sono su passu ‘e tres, su ballu crabarissu, sa pastorella (processionale), sa missa sarda, su passu ‘e cantai.  Particolare a Cabras è l'uso delle launeddas, localmente dette una pariga 'e sonus, per l'accompagnamento dei poeti dialettali. Diverse registrazioni in commercio sono riferibili alla coppia Giovanni Casu e Salvatore Manca, deceduto nel 2011.

## Etimologia
Sull'etimologia del termine esistono proposte diverse. Cursoriamente (dal DES) sono dati tutti come foneticamente precari i vari: 
- lacunella
- aulella
- unedone
- leonella
- monaulella.

Recentemente Giulio Paulis ha proposto un lat. ligulella ("linguetta").

## Studi sullo strumento
I primi studi risalgono al 1787 e furono fatti dal gesuita sardo Matteo Madao, che raccolse canti e danze e citò le luneddas. Negli anni sessanta del XX secolo fu la volta dell'etnomusicologo danese Andreas Fridolin Weis Bentzon, che raccolse con registrazioni sul campo numerose sonate che poi catalogò e trascrisse su pentagramma. Diego Carpitella realizzò nel 1981, per il programma  I Suoni - Ricerche sulla musica popolare italiana di Rai 3, il documentario Sardegna: Is Launeddas, incentrato sulla figura di Dionigi Burranca, trasmesso il 28 luglio 1982.
L'etnomusicologo Ambrogio Sparagna ha realizzato una puntata monografica sulle launeddas, che è andata in onda il 2 dicembre 2012 su Rai3 nella trasmissione L'Italia che risuona, con nuovi studi e ricerche sul campo.

## Insegnamento dello strumento in conservatorio
Le launeddas entrano tra le materie di studio del Conservatorio Statale Giovanni Pierluigi da Palestrina di Cagliari che già dal 2017 aveva attivato un corso propedeutico dedicato a questo antichissimo strumento. L'insegnamento di durata triennale è stato istituito ad iniziare dall'anno accademico 2018-2019, sotto la direzione del maestro Luigi Lai.

## Discografia
- Sardaigne - Luigi Lai, Aurelio Porcu - Launeddas, Bernard Lortat-Jacob e Radio France (a cura di), Sofa Records, 1984 (Registrato nel 1981-82)[6].
- EFISIO MELIS "Les Launeddas En Sardaigne" (1930-1950) - Avec Gavino De Lunas et Antonio Pisano, (CD) con testi di Pietro Sassu e Roberto Leydi, Sylex Y225106,  1994

## Filmografia
- 1981, Sardegna: is launeddas, con Dionigi Burranca, regia di Diego Carpitella, in I suoni - Ricerche sulla musica popolare italiana prodotto dalla RAI